# ستيت أف ديكاي (لعبة فيديو)
ستيت أف ديكاي (بالإنجليزية: State of Decay)‏، هي لعبة فيديو من نوع مغامرات ورعب البقاء، تم تطويرها من قبل ستوديو أونديد لابز، ومن نشر مايكروسوفت ستوديوز، تم إصدار اللعبة في السوق يوم 5 يونيو 2013، وتم إعادة إصدارها يوم 28 أبريل 2015.

## المواقع الخارجية
- Official Website
- State of Decay at MobyGames